# Solenopsis knuti
Solenopsis knuti é uma espécie de formiga do gênero Solenopsis, pertencente à subfamília Myrmicinae.